# Roman Květ
Roman Květ (* 17. prosince 1997 Sedlčany) je český profesionální fotbalista, který hraje na pozici středního záložníka za belgický klub FCV Dender EH. Je také bývalým českým mládežnickým reprezentantem.

## Klubová kariéra

### Příbram
Roman Květ působil v juniorce 1. FK Příbram. S juniorským týmem Příbrami si zahrál UEFA Youth League.
V 1. české lize debutoval 5. listopadu 2016 pod trenérem Petrem Radou proti FK Dukla Praha (výhra 3:1). Svůj první gól v nejvyšší soutěži dal 21. července 2020 v prvním kole sezóny 2018/19, když se parádně trefil z přímého kopu. Proti Teplicím nakonec Příbram remizovala 1:1.
Po podzimní části sezóny 2019/20 mu bylo oznámeno, že už s ním Příbram nepočítá, tak změnil působiště. 

### Bohemians 1905
Na půlroční hostování si ho vzali Bohemians 1905, kam v červnu roku 2020 přestoupil natrvalo. V Bohemians odehrál (dle webu transfermarkt) dohromady 101 zápasů, vstřelil 22 gólů a připsal si 12 asistencí. S tím, že na podzim 2022 v Bohemce napříč soutěžemi odehrál 16 zápasů, vstřelil 11 gólů a připsal si 2 asistence.

### Viktoria Plzeň
Dne 19. prosince 2022 byl představen jako nová posila týmu FC Viktoria Plzeň. V Plzni odehrál jarní část sezóny 2022/23 s bilancí 17 zápasů a 2 branek.

#### Sivasspor (hostování)
Květ neměl na začátku sezony 2023/24 ve Viktorii pevné místo a zamířil proto na roční hostování do tureckého Sivassporu. V Turecku se dostával, pokud to zdraví dovolilo, do hry celkem často. Nastoupil do 26 soutěžních utkání, většinou naskakoval z lavičky. Vstřelil 1 branku a zapsal 2 asistence.

### Dender EH
Květ posílil v létě 2024 nováčka belgické nejvyšší soutěže Dender EH v rámci hostování s opcí. V průběhu sezony se stal stabilním členem základní sestavy, odehrál dohromady 39 utkání a vstřelil 7 branek. V květnu uplatnil belgický klub opci na trvalý přestup a Květ podepsal novou smlouvu, a to až do roku 2027.